# 房彦藻
房 彦藻（ぼう げんそう、生年不詳 - 618年）は、中国の隋の官吏。本貫は斉郡（現在の山東省）。
隋末群雄の李密の謀臣となる。軍を指揮して各地を平定し、河南の支配確立に大いに貢献した。李密が盟主となる以前から彼のために働き、李密の片腕とも言うべき人物であった。

## 生涯
清河房氏の出自とみられ、房玄齢の父の兄弟、あるいは父の従兄弟といわれる。
梁郡宋城県の県尉をつとめていた。大業9年(613年)の楊玄感の反乱に参加し、反乱が失敗に終わると名を変えて逃亡した。その際に李密と邂逅し、彼とともに各地の反乱勢力を説いてまわり、豪傑数百人を得た。彼らを従えて李密が身を寄せている翟譲の陣営に加わると、翟譲は李密が人望を得ていることを覚ったという。
大業13年（617年）2月、李密が政権を樹立すると左長史となった。安陸・汝南・淮安・済陽を攻略し、これにより河南郡の多くの県が支配下に入った。
汝南を破った際、獲得した財宝をすべて李密に献上して翟譲には贈らなかった。翟譲は房彦藻をなじり、房彦藻は恐れてこの状況を李密に知らせた。翟譲を排除するように鄭頲とともに説き伏せ、李密はためらったものの遂には説得に応じて翟譲を殺した。単雄信の去就が軽はずみであるとして彼の排除も勧めたが李密は聞かなかった。のちに李密が王世充に敗れると単雄信は王世充に降った。
武徳元年（618年）2月に各地を慰撫する任務に就き、河北の竇建德のもとに赴いて招致の書を送ると、竇建徳は羅芸の侵攻があることを理由に北方の守備に就くことを要請した。帰路の途上、汲郡まで来た所で賊の首領の王德仁によって殺害された。5月、李密は徐世勣に王德仁を討伐させ、王德仁は李淵のもとへ逃れた。